# Horizon Cup 2021
Horizon Cup 2021 (tiếng Anh: 2021 Horizon Cup) là giải đấu quốc tế đa khu vực đầu tiên của Liên Minh Huyền Thoại: Tốc Chiến. Giải đấu diễn ra từ ngày 13 tháng 11 cho đến ngày 21 tháng 11 tại Trung tâm Hội nghị và Triển lãm Suntec Singapore với sự hỗ trợ của Tổng cục Du lịch Singapore, gồm 10 đội tuyển mạnh nhất đã vượt qua Vòng Loại Khu Vực từ khắp các khu vực trên thế giới quy tụ lại để thi đấu giành danh hiệu vô địch quốc tế đầu tiên.
Đây là giải đấu đánh dấu sự kiện kết thúc tiền mùa giải và không phải là giải vô địch thế giới của bộ môn này. Giải đấu được chia thành 2 giai đoạn: vòng bảng và vòng loại trực tiếp, với tổng giải thưởng là 500.000 USD.

## Thể thức thi đấu
Đây là giải đấu Tốc Chiến đầu tiên chính thức áp dụng chế độ Cấm-Chọn.
Vòng bảng:
- 10 đội được chia thành 2 bảng (A & B), mỗi bảng 5 đội.
- Thi đấu theo thể thức vòng tròn 1 lượt & BO3.
- 3 đội xuất sắc nhất mỗi bảng sẽ tiến vào giai đoạn Vòng loại trực tiếp (riêng hai đội đầu bảng sẽ tiến thẳng vào Bán kết).

Vòng loại trực tiếp:
- Loại trực tiếp & BO5, đội giành chiến thắng sẽ đi tiếp vào vòng loại tiếp theo, đội thua bị loại:
  - Tứ kết: Đội đứng thứ 2 và 3 của mỗi bảng sẽ thi đấu với 1 đội ở bảng còn lại.
  - Bán kết: Các đội giành chiến thắng tại Tứ kết sẽ tiếp tục thi đấu với 1 đội đầu bảng A hoặc B.
- Loại trực tiếp & BO7, đội chiến thắng sẽ trở thành nhà vô địch, đội thua là á quân của giải:
  - Chung kết: Hai đội giành chiến thắng tại cặp trận Bán kết sẽ tiến vào Chung kết để tranh nhau chức vô địch.[7]

## Lịch thi đấu
Tất cả các trận đấu đều được tổ chức tại Trung tâm Hội nghị và Triển lãm Suntec Singapore.
| Singapore                                        | Singapore           | Singapore           | Singapore           |
| Singapore                                        |                     |                     |                     |
| ------------------------------------------------ | ------------------- | ------------------- | ------------------- |
| Trung tâm Hội nghị và Triển lãm Suntec Singapore |                     |                     |                     |
| Vòng bảng                                        | Vòng loại trực tiếp | Vòng loại trực tiếp | Vòng loại trực tiếp |
| Vòng bảng                                        | Tứ kết              | Bán kết             | Chung kết           |
| 13/11 – 17/11                                    | 19/11               | 20/11               | 21/11               |

## Danh sách các đội tham dự
Giải đấu Horizon Cup 2021 có tổng cộng 10 đội tuyển hàng đầu đến từ 8 khu vực trên thế giới tham dự.

### Danh sách các đội
| Khu vực / Giải đấu | Khu vực / Giải đấu            | Đội tuyển          | ID  | Tham dự với tư cách                  |
| ------------------ | ----------------------------- | ------------------ | --- | ------------------------------------ |
| Brasil             | Wild Tour                     | TSM                | TSM | Vô địch Wild Tour 2021               |
| Trung Quốc         | Spark Invitational[a]         | Da Kun Gaming      | DKG | Vô địch Spark Invitational 2021      |
| Trung Quốc         | Wild Rift League[b]           | ThunderTalk Gaming | TT  | Vô địch WRL 2022: Vòng loại LPL      |
| EMEA               | Wild Rift Origin Series       | Team Queso         | TQ  | Vô địch Origin Series 2021           |
| Nhật Bản           | Wild Rift Japan Cup           | Sengoku Gaming     | SG  | Vô địch Japan Cup 2021               |
| Mỹ Latinh          | Lolcito Salvaje Abierto (Eng) | eBRO Gaming        | EBG | Vô địch Lolcito Salvaje Abierto 2021 |
| Bắc Mỹ             | Wild Rift Summoner Series     | Tribe Gaming       | TG  | Vô địch Summoner Series 2021         |
| Đông Nam Á         | Southeast Asia Championship   | SBTC Esports       | SE  | Vô địch SEA Championship 2021        |
| Đông Nam Á         | Southeast Asia Championship   | Team Secret        | TS  | Á quân SEA Championship 2021         |
| Hàn Quốc           | Wild Rift Champions Korea     | Rolster Y          | RY  | Vô địch WCK 2021                     |

### Đội hình
Danh sách này có thể không đầy đủ!
| Khu vực    | Brasil Wild Tour                       | Trung Quốc         | Trung Quốc            | Đông Nam Á Southeast Asia Championship | Đông Nam Á Southeast Asia Championship |
| Khu vực    | Brasil Wild Tour                       | Spark Invitational | Wild Rift League      | Đông Nam Á Southeast Asia Championship | Đông Nam Á Southeast Asia Championship |
| Đội tuyển  | TSM                                    | Da Kun Gaming      | ThunderTalk Gaming    | SBTC Esports                           | Team Secret                            |
| Vị trí     | Tên                                    | Tên                | Tên                   | Tên                                    | Tên                                    |
| HLV        | Guilherme "Kaiba" Oliveira             |                    | Lin "Chen" Zhe        | "Hydro"                                |                                        |
| Đường đơn  | Luiz Carlos "Sonyy" da Silva           | "Yk"               | Peng "feibai" Wenchao | Phạm "Minas" Minh Phước                | Eleazar "Azar" Salle                   |
| Đi rừng    | Matheus "Tetis" Terra                  | "Huiba"            | "Christ"              | Nguyễn "TF" Hữu Thuần                  | Robert "Trebor" Mansilungan            |
| Đường giữa | Felipe "Mike" Michels                  | "You"              | Zhou "Z" Tianjian     | Nguyễn "July" Duy Toàn                 | Heri "Tatsurii" Garcia                 |
| Đường đôi  | João Victor "Petroni" Petroni de Paiva | "Wind"             | "S12K"                | Tống "Kiral" Thái Dân                  | Caster "Chewy" Dela Cruz               |
| Hỗ trợ     | Carlos "Carlito" Sagrette              | "Emo"              | "Azure"               | Hồ "Akeno" Trung Hậu                   | James "Hamezz" Santos                  |

| Khu vực    | EMEA Origin Series             | Nhật Bản Japan Cup      | Mỹ Latinh Lolcito Salvaje Abierto        | Bắc Mỹ Summoner Series            | Hàn Quốc Wild Rift Champions Korea |
| Đội tuyển  | Team Queso                     | Sengoku Gaming          | eBRO Gaming                              | Tribe Gaming                      | Rolster Y                          |
| Vị trí     | Tên                            | Tên                     | Tên                                      | Tên                               | Tên                                |
| HLV        | Matias Flores "Eelke" Eelke    |                         | Tomás "Harry" Noto                       | John "Glaceox" Lim                | Kim "NOLJA" Yoon-ho                |
| Đường đơn  | Unai "Acolyte" Seoane          | Toshihiro "Kai" Shibuya | Cristobal Iván "Hache" González Mendoza  | Raul "Chuck" Montano-Chaidez      | Jung "Ratel" Yoon-ho               |
| Đi rừng    | Andrés "Andreszed" Liu         | Lee "Rush" Ho-Yeon      | Joselo Ezequiel "Ezzez" Cuello Rodríguez | Ray "ttigers" Han                 | Do "Do" Jin-ho                     |
| Đường giữa | Abraham "Ruiz" Ruiz            | Kim "HAK" Do-Yeop       | Nahuel "Tikz" Riveros Venialgo           | Joshrick Ainsley "Starting" Narag | Kim "Issac" Eun-soo                |
| Đường đôi  | Ivan "Ibu" Rodriguez           | Takuto "WAN" Kusakabe   | Thiago Valentín "Kite" Rodríguez         | Gabriel "Oldskool" Villamariona   | Han "NomeL" Sung-gun               |
| Hỗ trợ     | Tobias "memorized" Andy Orendi | Ken "Dejiwo" Nakamura   | Ariel Martín "Jastley" Gómez             | Daniel "MaxGreen" Choi            | Lee "Salem" Sung-jin               |

## Bốc thăm chia bảng
Thể thức bốc thăm chia bảng:
- 10 đội được bốc thăm ngẫu nhiên chia đều hai bảng, mỗi bảng 5 đội.
- 2 đội đến từ một quốc gia không thể cùng chung một bảng.
- Các đội đến từ cùng một khu vực sẽ có tối đa tỉ lệ ở các bảng khác nhau.[7]

Kết quả bốc thăm:
| Bảng A | Bảng B |
| --- | --- |
| TSM (Brasil) · Da Kun Gaming (Trung Quốc) · Tribe Gaming (Bắc Mỹ) · SBTC Esports (Đông Nam Á) · Rolster Y (Hàn Quốc) | Thunder Talk Gaming (Trung Quốc) · Team Queso (EMEA) · Sengoku Gaming (Nhật Bản) · eBRO Gaming (Mỹ Latinh) · Team Secret (Đông Nam Á) |

## Vòng bảng
Thời gian thi đấu: 13 - 17 tháng 11, bắt đầu từ 17:00 (UTC+7).
Thể thức thi đấu:
- Vòng tròn tính điểm 1 lượt, tất cả các trận đấu đều là Bo3 (Best of 3 - Thắng trước 2/3 trận).
- Đội đầu bảng tiến thẳng vào Bán kết, các đội xếp hạng 2 và 3 đi tiếp vào vòng loại trực tiếp, 2 đội cuối bảng bị loại (áp dụng cho tất cả các bảng).

### Bảng A
| A | Đội           | ID  | T | B | LT - LB | HS | Giành quyền tham dự                 |
| - | ------------- | --- | - | - | ------- | -- | ----------------------------------- |
| 1 | Da Kun Gaming | DKG | 8 | 1 | 4 - 0   | +7 | Giành quyền vào bán kết             |
| 2 | Rolster Y     | RY  | 7 | 3 | 3 - 1   | +4 | Giành quyền vào vòng loại trực tiếp |
| 3 | SBTC Esports  | SE  | 4 | 5 | 2 - 2   | -1 | Giành quyền vào vòng loại trực tiếp |
| 4 | TSM           | TSM | 3 | 7 | 1 - 3   | -4 |                                     |
| 5 | Tribe Gaming  | TG  | 2 | 8 | 0 - 4   | -6 |                                     |

#### Ngày 1
| 17:00 (13 tháng 11) |       |              |
| Da Kun Gaming       | 2 – 0 | SBTC Esports |
| ✓                   | Bo3   | ✗            |

| 17:00 (13 tháng 11) |       |              |
| Da Kun Gaming       | 2 – 0 | SBTC Esports |
| ✓                   | Bo3   | ✗            |

| 21:30 |       |              |
| TSM   | 2 – 1 | Tribe Gaming |
| ✓ ✗   | Bo3   | ✓ ✗          |

| 21:30 |       |              |
| TSM   | 2 – 1 | Tribe Gaming |
| ✓ ✗   | Bo3   | ✓ ✗          |

#### Ngày 2
| 18:30 (14 tháng 11) |       |              |
| Rolster Y           | 2 – 0 | SBTC Esports |
| ✓                   | Bo3   | ✗            |

| 18:30 (14 tháng 11) |       |              |
| Rolster Y           | 2 – 0 | SBTC Esports |
| ✓                   | Bo3   | ✗            |

| 20:00         |       |     |
| Da Kun Gaming | 2 – 0 | TSM |
| ✓             | Bo3   | ✗   |

| 20:00         |       |     |
| Da Kun Gaming | 2 – 0 | TSM |
| ✓             | Bo3   | ✗   |

#### Ngày 3
| 20:00 (15 tháng 11) |       |           |
| TSM                 | 1 – 2 | Rolster Y |
| ✗ ✓                 | Bo3   | ✗ ✓       |

| 20:00 (15 tháng 11) |       |           |
| TSM                 | 1 – 2 | Rolster Y |
| ✗ ✓                 | Bo3   | ✗ ✓       |

| 21:30         |       |              |
| Da Kun Gaming | 2 – 0 | Tribe Gaming |
| ✓             | Bo3   | ✗            |

| 21:30         |       |              |
| Da Kun Gaming | 2 – 0 | Tribe Gaming |
| ✓             | Bo3   | ✗            |

#### Ngày 4
| 18:30 (16 tháng 11) |       |               |
| Rolster Y           | 1 – 2 | Da Kun Gaming |
| ✗ ✓                 | Bo3   | ✗ ✓           |

| 18:30 (16 tháng 11) |       |               |
| Rolster Y           | 1 – 2 | Da Kun Gaming |
| ✗ ✓                 | Bo3   | ✗ ✓           |

| 21:30        |       |              |
| SBTC Esports | 2 – 1 | Tribe Gaming |
| ✓ ✗ ✓        | Bo3   | ✗ ✓ ✗        |

| 21:30        |       |              |
| SBTC Esports | 2 – 1 | Tribe Gaming |
| ✓ ✗ ✓        | Bo3   | ✗ ✓ ✗        |

#### Ngày 5
| 20:00 (17 tháng 11) |       |     |
| SBTC Esports        | 2 – 0 | TSM |
| ✓                   | Bo3   | ✗   |

| 20:00 (17 tháng 11) |       |     |
| SBTC Esports        | 2 – 0 | TSM |
| ✓                   | Bo3   | ✗   |

| 21:30        |       |           |
| Tribe Gaming | 0 – 2 | Rolster Y |
| ✗            | Bo3   | ✓         |

| 21:30        |       |           |
| Tribe Gaming | 0 – 2 | Rolster Y |
| ✗            | Bo3   | ✓         |

### Bảng B
| B | Đội                 | ID  | T | B | LT - LB | HS | Giành quyền tham dự                 |
| - | ------------------- | --- | - | - | ------- | -- | ----------------------------------- |
| 1 | Thunder Talk Gaming | TT  | 8 | 2 | 4 - 0   | +6 | Giành quyền vào bán kết             |
| 2 | Team Secret         | TS  | 7 | 2 | 3 - 1   | +5 | Giành quyền vào vòng loại trực tiếp |
| 3 | Sengoku Gaming      | SG  | 5 | 5 | 2 - 2   | 0  | Giành quyền vào vòng loại trực tiếp |
| 4 | Team Queso          | TQ  | 2 | 6 | 1 - 3   | -4 |                                     |
| 5 | eBRO Gaming         | EBG | 1 | 8 | 0 - 4   | -7 |                                     |

#### Ngày 1
| 18:30 (13 tháng 11) |       |            |
| eBRO Gaming         | 0 – 2 | Team Queso |
| ✗                   | Bo3   | ✓          |

| 18:30 (13 tháng 11) |       |            |
| eBRO Gaming         | 0 – 2 | Team Queso |
| ✗                   | Bo3   | ✓          |

| 20:00       |       |                     |
| Team Secret | 1 – 2 | Thunder Talk Gaming |
| ✗ ✓         | Bo3   | ✗ ✓                 |

| 20:00       |       |                     |
| Team Secret | 1 – 2 | Thunder Talk Gaming |
| ✗ ✓         | Bo3   | ✗ ✓                 |

#### Ngày 2
| 17:00 (14 tháng 11) |       |             |
| Team Secret         | 2 – 0 | eBRO Gaming |
| ✓                   | Bo3   | ✗           |

| 17:00 (14 tháng 11) |       |             |
| Team Secret         | 2 – 0 | eBRO Gaming |
| ✓                   | Bo3   | ✗           |

| 21:30          |       |                     |
| Sengoku Gaming | 1 – 2 | Thunder Talk Gaming |
| ✗ ✓ ✗          | Bo3   | ✓ ✗ ✓               |

| 21:30          |       |                     |
| Sengoku Gaming | 1 – 2 | Thunder Talk Gaming |
| ✗ ✓ ✗          | Bo3   | ✓ ✗ ✓               |

#### Ngày 3
| 17:00 (15 tháng 11) |       |                |
| eBRO Gaming         | 1 – 2 | Sengoku Gaming |
| ✗ ✓                 | Bo3   | ✗ ✓            |

| 17:00 (15 tháng 11) |       |                |
| eBRO Gaming         | 1 – 2 | Sengoku Gaming |
| ✗ ✓                 | Bo3   | ✗ ✓            |

| 18:30      |       |             |
| Team Queso | 0 – 2 | Team Secret |
| ✗          | Bo3   | ✓           |

| 18:30      |       |             |
| Team Queso | 0 – 2 | Team Secret |
| ✗          | Bo3   | ✓           |

#### Ngày 4
| 17:00 (16 tháng 11) |       |            |
| Thunder Talk Gaming | 2 – 0 | Team Queso |
| ✓                   | Bo3   | ✗          |

| 17:00 (16 tháng 11) |       |            |
| Thunder Talk Gaming | 2 – 0 | Team Queso |
| ✓                   | Bo3   | ✗          |

| 20:00          |       |             |
| Sengoku Gaming | 0 – 2 | Team Secret |
| ✗              | Bo3   | ✓           |

| 20:00          |       |             |
| Sengoku Gaming | 0 – 2 | Team Secret |
| ✗              | Bo3   | ✓           |

#### Ngày 5
| 17:00 (17 tháng 11) |       |                |
| Team Queso          | 0 – 2 | Sengoku Gaming |
| ✗                   | Bo3   | ✓              |

| 17:00 (17 tháng 11) |       |                |
| Team Queso          | 0 – 2 | Sengoku Gaming |
| ✗                   | Bo3   | ✓              |

| 18:30               |       |             |
| Thunder Talk Gaming | 2 – 0 | eBRO Gaming |
| ✓                   | Bo3   | ✗           |

| 18:30               |       |             |
| Thunder Talk Gaming | 2 – 0 | eBRO Gaming |
| ✓                   | Bo3   | ✗           |

## Vòng loại trực tiếp
Thời gian thi đấu:
- Tứ kết: 19 tháng 11, bắt đầu từ 17:00 (UTC+7).
- Bán kết: 20 tháng 11, bắt đầu từ 17:00 (UTC+7).
- Chung kết: 21 tháng 11, bắt đầu từ 19:00 (UTC+7).

Thể thức chia cặp:
- Tại tứ kết: Các đội xếp hạng 2 và 3 sẽ thi đấu với một đội của bảng còn lại.
- Tại bán kết: Hai đội đứng đầu bảng sẽ thi đấu với đội giành chiến thắng tại cặp trận tứ kết trên cùng một nhánh.

Thể thức thi đấu:
- Tại tứ kết & bán kết: Tất cả các trận đấu đều là loại trực tiếp & Bo5 (Best of 5 - Thắng trước 3/5 trận), đội giành chiến thắng sẽ đi tiếp vào vòng loại tiếp theo, đội thua bị loại
- Tại chung kết: Thi đấu theo thể thức Bo7 (Best of 7 - Thắng trước 4/7 trận), đội giành chiến thắng sẽ trở thành nhà vô địch của giải đấu quốc tế Tốc Chiến đầu tiên, đội thua sẽ là á quân của giải.

|  | Tứ kết | Tứ kết         | Tứ kết |  |  | Bán kết             | Bán kết             | Bán kết |  |  | Chung kết           | Chung kết           | Chung kết |
|  |        |                |        |  |  |                     |                     |         |  |  |                     |                     |           |
|  |        |                |        |  |  |                     |                     |         |  |  |                     |                     |           |
|  |        | #1 bảng A      |        |  |  |                     |                     |         |  |  |                     |                     |           |
|  |        |                |        |  |  | Da Kun Gaming       | Da Kun Gaming       | 3       |  |  |                     |                     |           |
|  | B2     | Team Secret    | 3      |  |  | Team Secret         | Team Secret         | 1       |  |  |                     |                     |           |
|  | A3     | SBTC Esports   | 0      |  |  |                     |                     |         |  |  |                     |                     |           |
|  |        |                |        |  |  |                     |                     |         |  |  | Da Kun Gaming       | Da Kun Gaming       | 4         |
|  |        |                |        |  |  |                     |                     |         |  |  | Thunder Talk Gaming | Thunder Talk Gaming | 2         |
|  |        | #1 bảng B      |        |  |  |                     |                     |         |  |  |                     |                     |           |
|  |        |                |        |  |  | Thunder Talk Gaming | Thunder Talk Gaming | 3       |  |  |                     |                     |           |
|  | A2     | Rolster Y      | 3      |  |  | Rolster Y           | Rolster Y           | 2       |  |  |                     |                     |           |
|  | B3     | Sengoku Gaming | 0      |  |  |                     |                     |         |  |  |                     |                     |           |

### Tứ kết
| Tứ kết 1 - 17:00 (19 tháng 11) |       |              |
| Team Secret                    | 3 – 0 | SBTC Esports |
| ✓                              | Bo5   | ✗            |

| Tứ kết 1 - 17:00 (19 tháng 11) |       |              |
| Team Secret                    | 3 – 0 | SBTC Esports |
| ✓                              | Bo5   | ✗            |

| Tứ kết 2 - 19:30 |       |                |
| Rolster Y        | 3 – 0 | Sengoku Gaming |
| ✓                | Bo5   | ✗              |

| Tứ kết 2 - 19:30 |       |                |
| Rolster Y        | 3 – 0 | Sengoku Gaming |
| ✓                | Bo5   | ✗              |

### Bán kết
| Bán kết 1 - 17:00 (20 tháng 11) |       |             |
| Da Kun Gaming                   | 3 – 1 | Team Secret |
| ✓ ✗ ✓                           | Bo5   | ✗ ✓ ✗       |

| Bán kết 1 - 17:00 (20 tháng 11) |       |             |
| Da Kun Gaming                   | 3 – 1 | Team Secret |
| ✓ ✗ ✓                           | Bo5   | ✗ ✓ ✗       |

| Bán kết 2 - 19:30   |       |           |
| Thunder Talk Gaming | 3 – 2 | Rolster Y |
| ✓ ✗ ✓               | Bo5   | ✗ ✓ ✗     |

| Bán kết 2 - 19:30   |       |           |
| Thunder Talk Gaming | 3 – 2 | Rolster Y |
| ✓ ✗ ✓               | Bo5   | ✗ ✓ ✗     |

### Chung kết
| 19:00 (21 tháng 11) |       |                     |
| Da Kun Gaming       | 4 – 2 | Thunder Talk Gaming |
| ✓ ✗ ✓               | Bo7   | ✗ ✓ ✗               |

## Thứ hạng chung cuộc
| Thứ hạng | GT ($)   | Đội tuyển           | Kết quả           |
| -------- | -------- | ------------------- | ----------------- |
| 1st      | $100.000 | Da Kun Gaming       | Vô địch           |
| 2nd      | $80.000  | Thunder Talk Gaming | Á quân            |
| 3rd-4th  | $60.000  | Rolster Y           | Bị loại ở bán kết |
| 3rd-4th  | $60.000  | Team Secret         | Bị loại ở bán kết |
| 5th-6th  | $40.000  | Sengoku Gaming      | Bị loại ở tứ kết  |
| 5th-6th  | $40.000  | SBTC Esports        | Bị loại ở tứ kết  |
| 7th-8th  | $30.000  | TSM                 | #4 bảng A         |
| 7th-8th  | $30.000  | Team Queso          | #4 bảng B         |
| 9th-10th | $30.000  | Tribe Gaming        | #5 bảng A         |
| 9th-10th | $30.000  | eBRO Gaming         | #5 bảng B         |